# Шхерный флот
Шхе́рный флот (официальное название — Арме́йский флот; швед. Skärgårdsflottan, Arméns flotta; также гале́рный флот, гребно́й флот) — формирование шведских военно-морских сил, существовавшее в 1756—1823 годах: объединение боевых и вспомогательных судов, основным движителем которых были вёсла.
Предназначался для действий в шхерных районах. В состав гребного флота входили галеры, скампавеи, бригантины, дубель-шлюпки, турумы и другие гребные суда.
Флотилии военных гребных судов, аналогичные шведскому шхерному флоту, существовали в вооружённых силах ряда других государств (в том числе в России).

## История

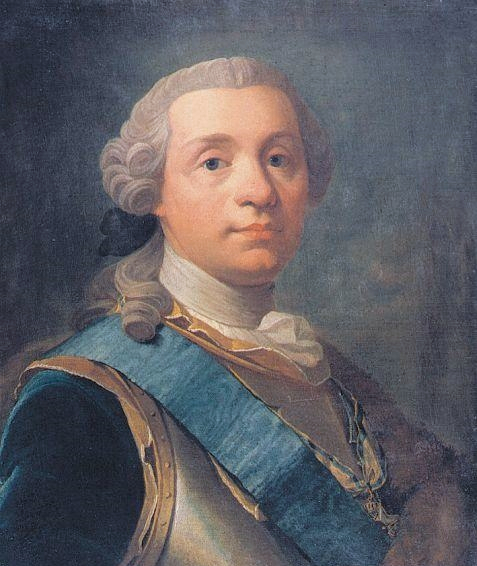
Августин Эренсверд — командующий шхерным флотом в 1756—1766 и 1770—1772

После Ништадтского мира 1721 года шведское высшее командование осознало потребность в быстроходном и манёвренном морском соединении, способном действовать в прибрежных водах. Первой была создана эскадра с базированием в Стокгольме. Однако Русско-шведская война (1741—1743) доказала, что это соединение было слишком малочисленно для противостояния с Россией. Было запланировано создание официального армейского флота; образцами для кораблей послужили средиземноморские галеры и шебеки. Это были быстроходные опасные корабли, используемые берберскими пиратами у побережья Северной Африки. Шведские галеры были несколько модернизированы и уменьшены в размерах.
Шхерный флот был выделен из флота открытого моря (швед. örlogsflottan) и адмиралтейства, находящихся в Карлскруне, и 18 октября 1756 года он был учреждён как соединение под командованием армии. В 1756 году шхерный флот состоял из двух формирований — Стокгольмской эскадры и Финской эскадры. Командующим флотом был назначен генерал Августин Эренсверд.
Шхерный флот изначально имел несколько случаев успешного применения. В течение Семилетней войны новые галеры при поддержке тяжеловооружённых прамов одержали победу над Пруссией в заливе Фришес Хафф (ныне Калининградский залив), но малый радиус действия ограничивал их применение. Только благодаря преднамеренному абордажу битва оказалась победоносной. Инженер-судостроитель Фредрик Хенрик аф Чапман (швед. Fredrik Henrik af Chapman), поступивший на службу в военно-морской флот в 1757 году, получил задание создать новый тип кораблей, который бы лучше отвечал потребностям шхерного флота. В 1760 году по предложению Эренсверда шхерный флот получил самостоятельный статус и был переименован в Армейский флот или Объединённый шхерный флот.
В 1766 году правящая фракция «колпаков» в шведском парламенте провела решение о воссоединении шхерного флота с военно-морскими силами. Однако это решение было частично пересмотрено после возвращения к власти в 1770 году фракции «шляп». Финскую эскадру вернули армии, в то время как Стокгольмская эскадра осталась под командованием флота, но была переименована в «галерный флот» (швед. galärflottan). 14 ноября того же года оба соединения были вновь объединены и в 1777 году переименованы в армейский флот (швед. arméns flotta).
Главные штаб-квартиры шхерного флота находились в Стокгольме и Свеаборге, мелкие базы создавались время от времени в разных местах. Бохусская эскадра была сформирована в Гётеборге в 1789 году, дополнительная Финская эскадра — в Або в 1793 году. Померанская эскадра создана в Штральзунде и перемещена в Ландскруну в 1807 году. В дальнейшем появлялись меньшие соединения в Мальмё, Ристине и Варкаусе.
В течение Русско-шведской войны (1788—1790) шведский флот открытого моря в общем был равен качественно и часто превосходил по численности и размеру кораблей русский флот. Он не смог одержать решающей победы, необходимой для того, чтобы оставить Санкт-Петербург открытым для вторжения, и сражался всю войну, неся умеренные потери и имея в лучшем случае тактические успехи. Шхерный флот на начальном этапе был несколько потеснён, включая тактическое поражение от русского галерного флота в первом Роченсальмском сражении в августе 1789 года, но достиг успеха во втором Роченсальмском сражении 9 июля 1790 года. Опыт войны с Россией показал, что тяжёлые шхерные фрегаты были недостаточно мобильны и могли быть задействованы только в прибрежных операциях, в то время как суда меньшего водоизмещения оказались более эффективными.
Шхерный флот активно участвовал в Русско-шведской войне (1808—1809), но без особого успеха. Россия атаковала шведские силы в Финляндии зимой, когда лёд сделал участие военно-морских сил в боевых действиях невозможным. Свеаборг, краеугольный камень в обороне Финляндии, был потерян на раннем этапе вместе с большей частью Финской эскадры. Война закончилась мирным договором, по которому Швеция лишилась Финляндии навечно.
На завершающем этапе Наполеоновских войн Швеция вступила в союз с Великобританией против Франции и участвовала в сражениях в континентальной Европе в 1813 году. Шхерный флот использовался в 1814 году в короткой войне с Норвегией для завоевания стратегических крепостей и укреплённых пунктов и для принуждения Норвегии к союзу с Швецией в противостоянии с её главным противником — Данией. Это была последняя война, в которой активно участвовала Швеция.
В 1823 году шхерный флот был вновь объединён с военно-морским флотом и пережил некоторое возрождение между 1866 и 1873 годами в качестве составной части береговой артиллерии.

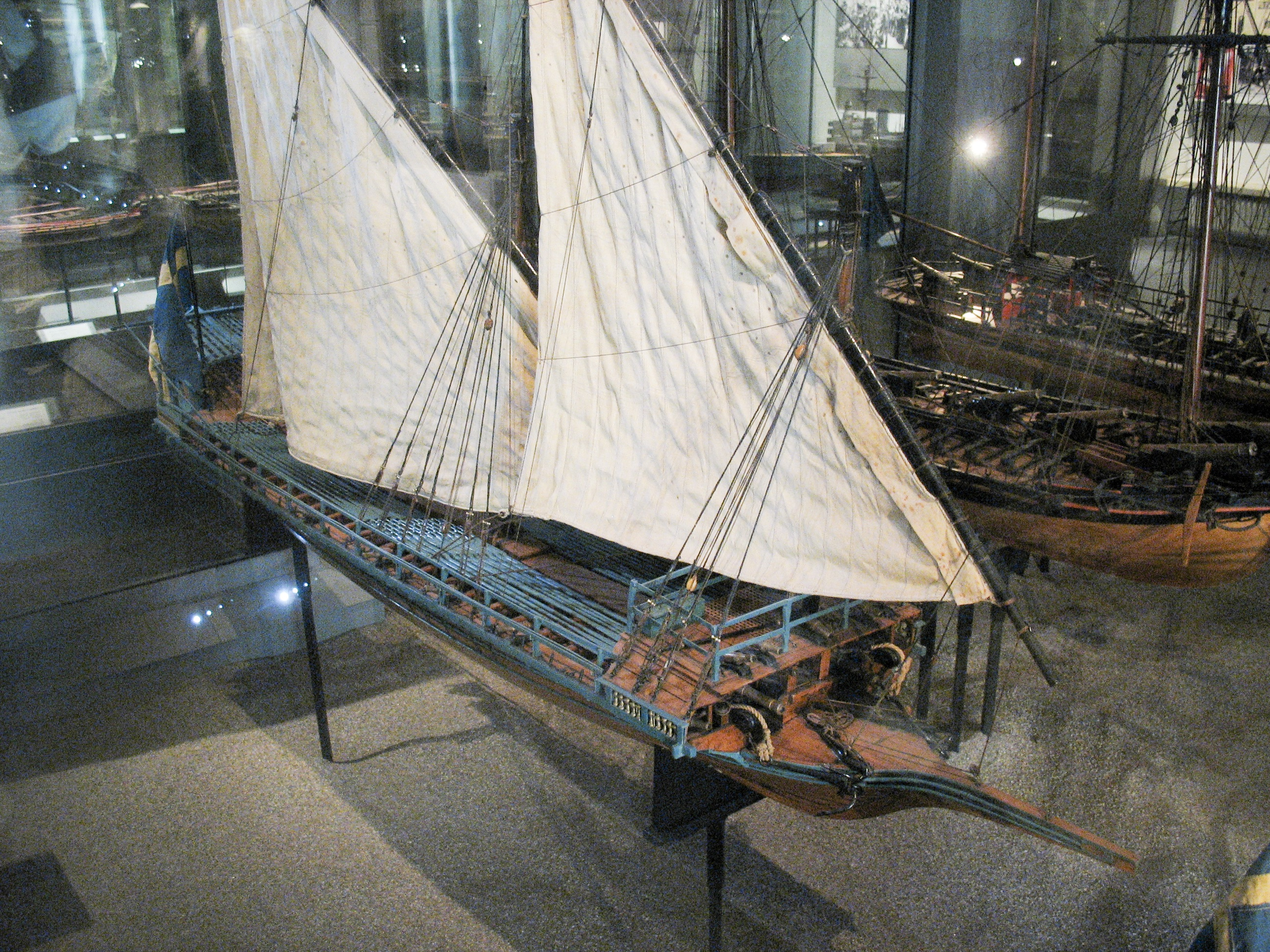
Шведская галера  середины XVIII века. Современная реконструкция. Военно-морской музей, Стокгольм
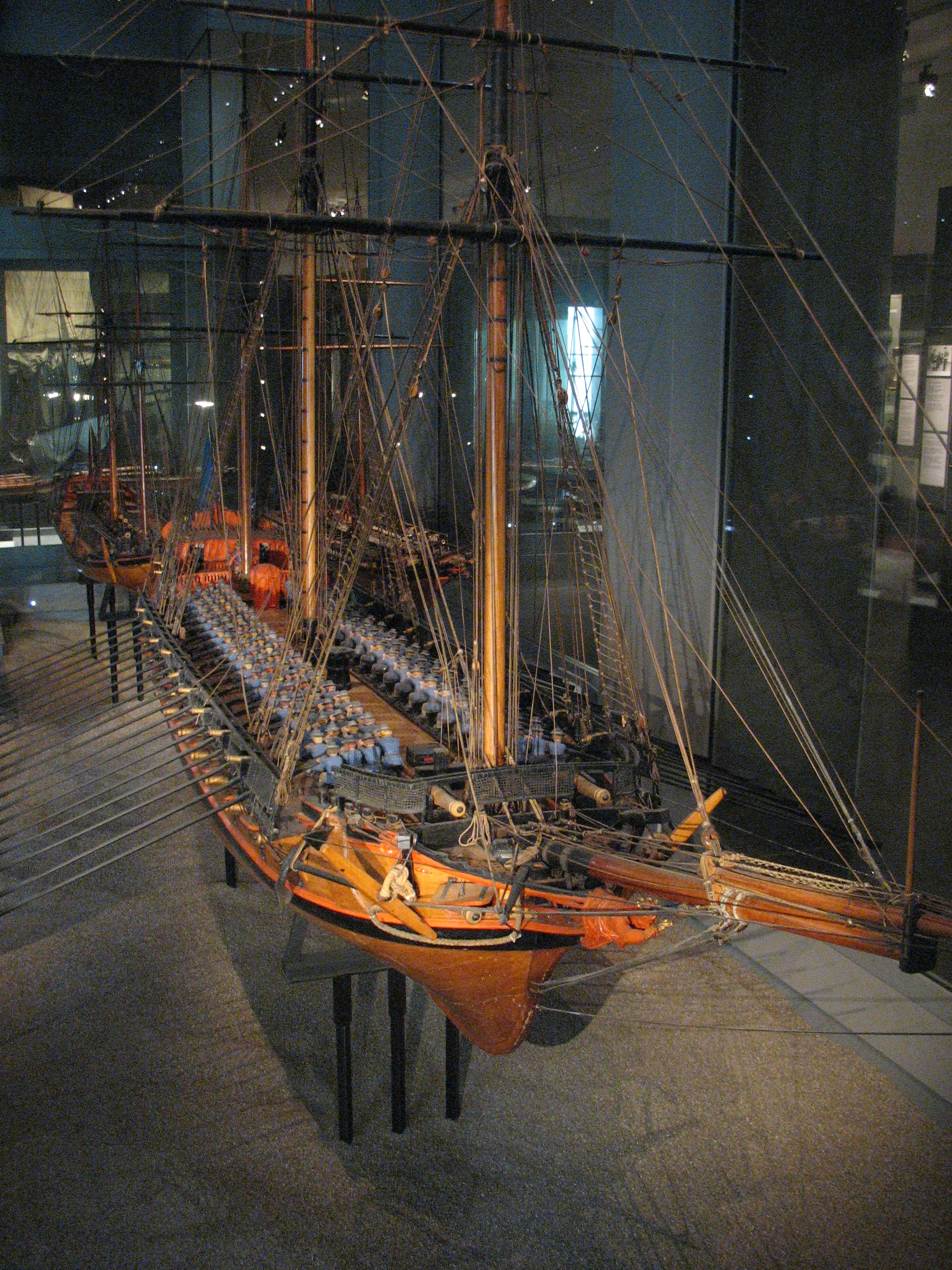
Турума «Лудбрук» (швед. Lodbrok; 1771). Современная реконструкция. Военно-морской музей, Стокгольм
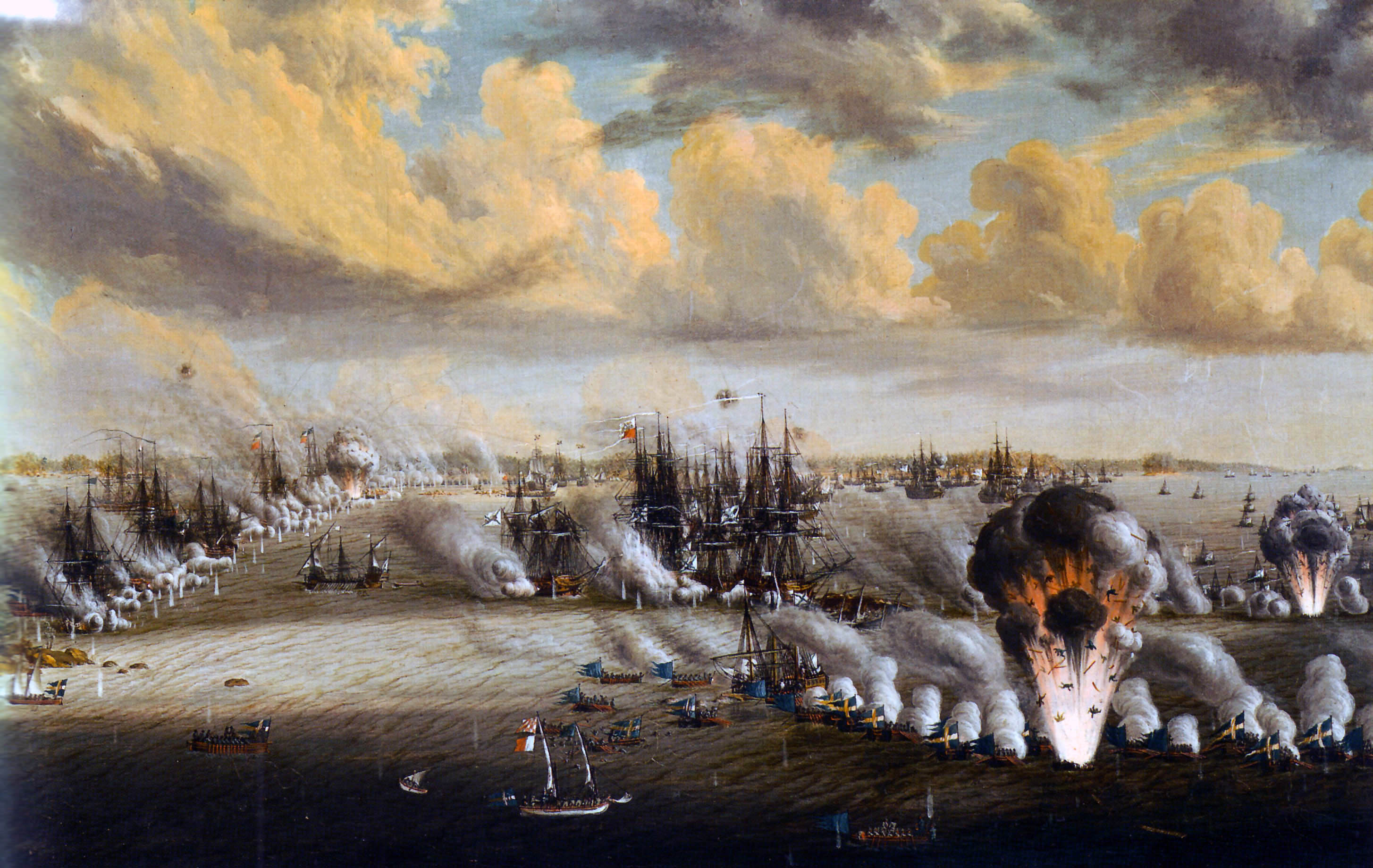
Второе Роченсальмское сражение (июль 1790) — крупнейшее военно-морское сражение Швеции с участием шхерного флота
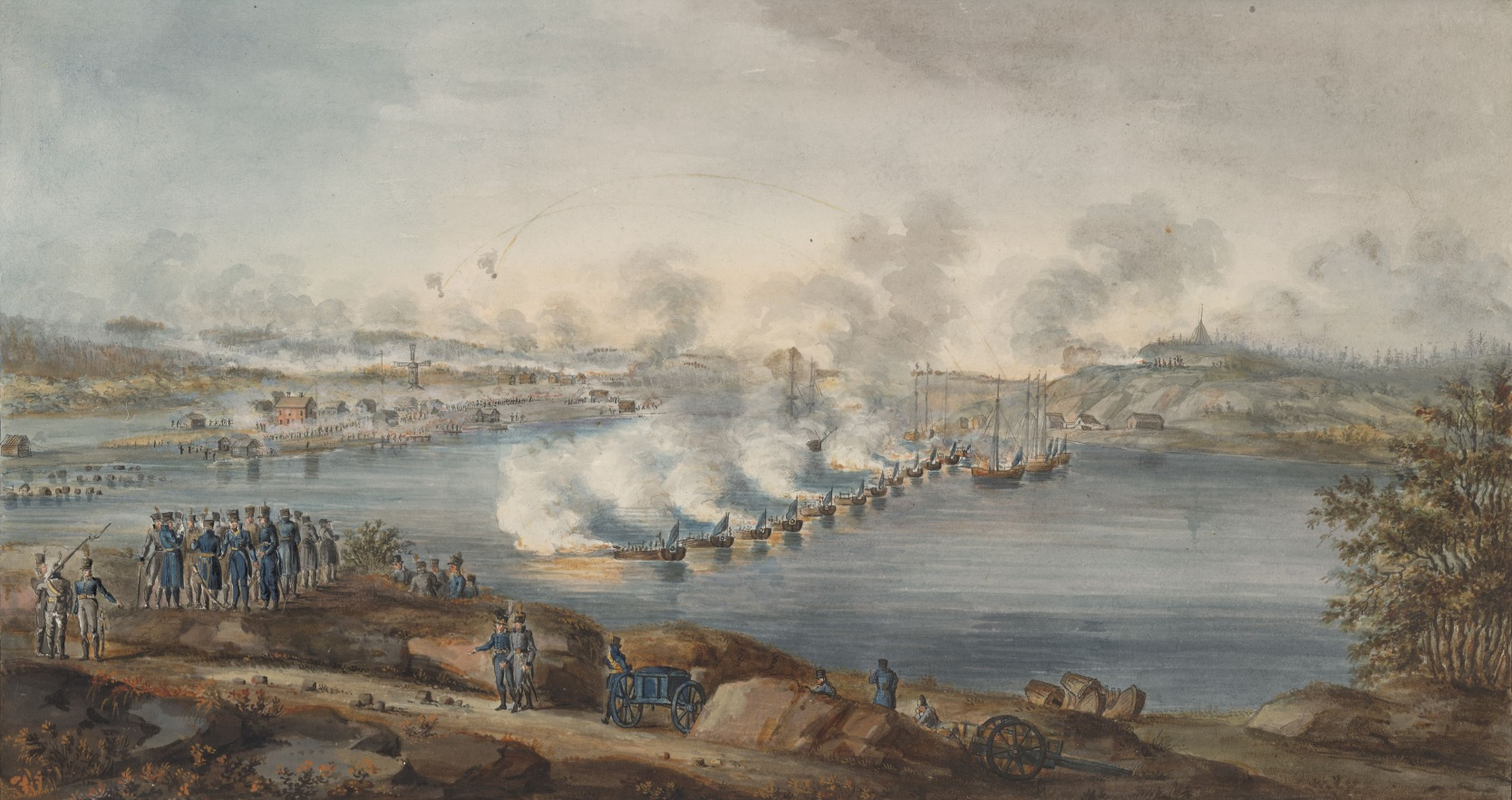
Сражение при Ратане (август 1809) — одно из последних в ходе Русско-шведской войны 1808—1809
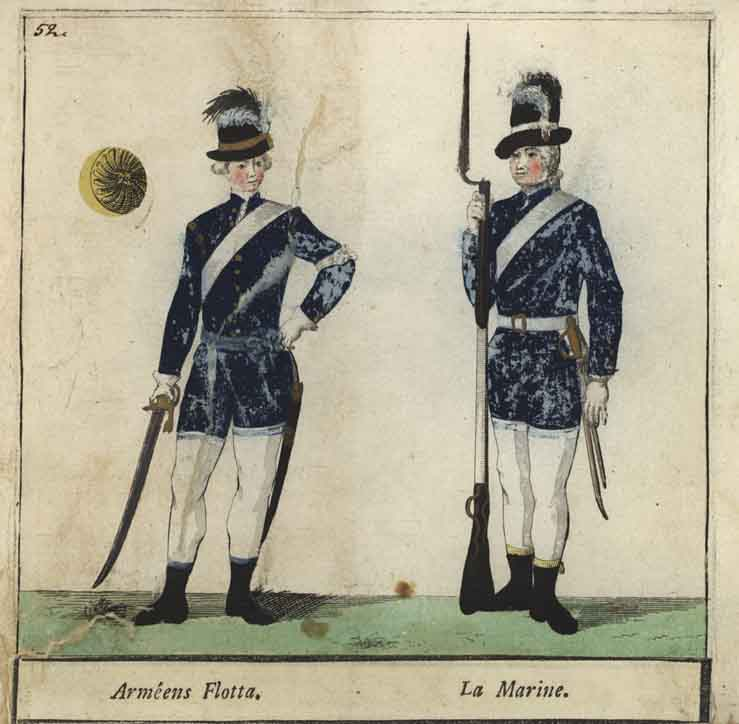
Униформа Королевского Шведского Архипелагового флота образца 1779 г.

## Командующие
- Августин Эренсверд (1756—1766)
- Кристофер Фалькенсгрен[швед.] (1767—1770)
- Августин Эренсверд (1770—1772)
- Хенрик аф Тролле[швед.] (1772—1784)
- Карл Август Эренсверд (1784—1790)
- Юхан Густаф Лагербьелке[швед.] (1790—1811)
- Виктор фон Штединк[швед.] (1812—1823)